# Myndus flocki
Myndus flocki är en insektsart som beskrevs av Kramer 1979. Myndus flocki ingår i släktet Myndus och familjen kilstritar. Inga underarter finns listade i Catalogue of Life.